# Mehyt
Mehyt est, dans la Nubie et l'Égypte antiques, la déesse lionne de Thinis, veillant à l'orée du désert et contrôlant les ouadis débouchant sur la vallée du Nil.
Mehyt signifie « Celle qui est complète ». Elle est parfois associée à la pleine lune.

## Représentation
Pendant la période archaïque, Mehyt était représentée sous les traits d'une Lionne couchée derrière laquelle s'élevaient trois bâtons recourbés. 
Son image apparaît à cette période sur de nombreux sceaux thinites et sculptée dans des objets en ivoire, généralement accompagnée d'une représentation des sanctuaires de Haute-Égypte.

## Culte et mythes associés

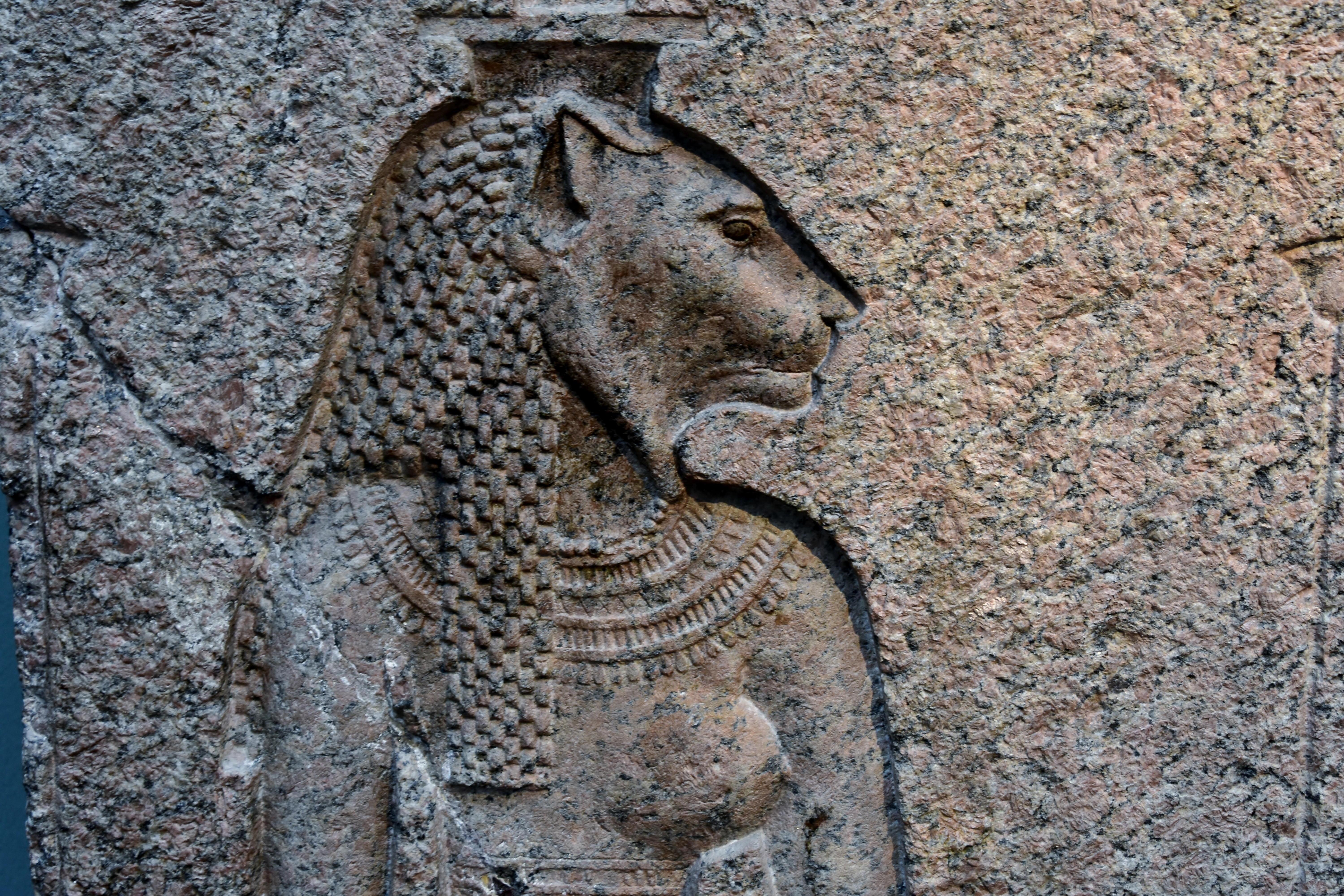
La déesse lionne Mehyt. Reliefs sculpté datant du

À Thinis et Nekhen se trouvaient les lieux de culte principaux de la déesse Mehyt. On l'y considérait comme la compagne du dieu chasseur Anhour (Onouris). Plusieurs textes font allusion à un mythe dans lequel Anhour suit la trace de Mehyt jusqu'en Nubie et la ramène en Égypte pour l'épouser. C'est sur cet épisode que se fonde l'étymologie du nom d'Anhour, qui signifierait « Celui qui ramène celle qui est loin ».
Des sources ultérieures associent cette histoire avec le mythe de la « Déesse lointaine ». Dans celui-ci, l'Œil de Rê — une divinité solaire dont plusieurs déesses égyptiennes prennent tour à tour la forme — fuit son père Rê, qui envoie un autre dieu la rechercher. Dans la version d'Anhour et Mehyt, Mehyt est identifiée par syncrétisme à Hathor-Tefnout et Anhour à Shou, son frère et mari mythologique. Parce que Tefnout et Shou représentaient parfois respectivement la Lune et le Soleil, Mehyt pouvait alors symboliser la phase de pleine lune. L'histoire de son retour à son lieu d'appartenance a ainsi été interprété comme allégorie de la restauration de l'Œil de Rê, symbole de la Lune et de l'ordre divin de l'univers.
L'égyptologue britannique Geraldine Harris Pinch suggère que Mehyt, en tant que Déesse lointaine, a pu à l'origine être une personnification des déserts de Nubie, qui aurait été absorbée au sein d'un complexe de différents mythes relatifs à l'Œil de Rê. Son confrère Toby Wilkinson affirme quant à lui que Mehyt a pu incarner à la période thinite une déesse protectrice des lieux sacrés.